# Svendpriset
Svend (även benämnt Publikumsprisen) är ett danskt filmpris, utdelat i Svendborg sedan år 2005.
Svend-priset instiftades 2005 av Svendborgs kommun, FAFID (Foreningen af Filmudlejere i Danmark), Danska Producentforeningen och organisationen FilmFyn. Det utdelas inom ett flertal kategorier till produktioner och personer inom främst dansk film i augusti årligen i samband med Svendborgs filmdagsevenemang. Till skillnad från de andra danska filmpriserna Bodilpriset och Robertpriset bestäms här pristagarna genom allmänhetens röstning på ett antal av priskommittén utvalda nominerade, varför det ibland också kallas för Publikpriset.